# Jean-Pierre Pillaut
Jean-Pierre Pillaut est un homme politique français né et décédé à une date inconnue.
Homme de loi, il devient procureur syndic du district de Dourdan en 1790, puis député de Seine-et-Oise de 1791 à 1792.

## Sources
- « Jean-Pierre Pillaut », dans Adolphe Robert et Gaston Cougny, Dictionnaire des parlementaires français, Edgar Bourloton, 1889-1891 [détail de l’édition]